# Mario Todesco
Mario Todesco (Solagna, 15 agosto 1908 – Padova, 29 giugno 1944) è stato un partigiano italiano.

## Biografia
Mario Todesco, figlio di Venanzio e di Elvira, che di nascita portava anche il cognome Todesco, nacque a Solagna, alle falde del monte Grappa, il 15 agosto 1908. Dopo gli studi classici al liceo Tito Livio, si laureò in Lettere a Padova nel 1931 con il massimo dei voti e la lode, discutendo una tesi, pubblicata postuma, sul poema argentino di José Hernández Martin Fierro. L'anno dopo iniziò la carriera di insegnante. Docente di lettere nel Ginnasio superiore, fu al Marco Foscarini di Venezia dal 1937 al 1942, anno in cui fu trasferito al Tito Livio.
Durante gli anni del fascismo prese le distanze dal regime. La scelta non fu motivata da appartenenza ideologica, ma dallo sdegno di un uomo libero, educato ai valori dell'umanesimo e della cristianità, nei confronti di un regime liberticida, che aveva emanato, nel 1938, le leggi razziali. Fin dal 1941 Todesco aderì alla lotta antifascista. Il suo principale incarico era creare i primi nuclei per l'organizzazione della lotta cospirativa nel mondo della scuola e dell'università. Dopo la caduta del fascismo, il 25 luglio 1943, Todesco aveva preso a collaborare strettamente con il gruppo universitario che faceva capo a Egidio Meneghetti e a Concetto Marchesi e, pur restando politicamente indipendente, cooperò con il Partito d'Azione e il primo nucleo del Comitato di Liberazione Nazionale. Con suo cugino, il dottor Vico (Lodovico) Todesco, contribuì alla creazione della Brigata Partigiana del Grappa. La sua casa di via Rialto divenne un centro di raccolta di armi, medicinali, generi di conforto, che provvedeva a far giungere a Solagna ai suoi parenti, e di qui alla montagna.
Un altro campo di attività consisteva nell'aiuto ai prigionieri alleati evasi dai campi di prigionia dopo l'8 settembre: Mario Todesco organizzò un gruppo fidato di ferrovieri, e più volte provvide personalmente ad accompagnare i fuggiaschi a Chioggia, dove essi si imbarcavano per l'Italia meridionale, o a Milano, punto di passaggio per la Svizzera. A quest'attività si aggiunse quella svolta a favore degli ebrei perseguitati, cui forniva documenti falsi e indicazioni per sfuggire alla cattura.
L'attività proseguì fino al 29 novembre 1943, quando fu tradito da un delatore, e arrestato insieme col cugino Vico. Portato nella Caserma Mussolini, il vecchio Collegio Pratense al Santo, l'11 dicembre successivo Todesco fu tradotto al carcere dei Paolotti. Vi restò quattro mesi. Fu liberato il 13 marzo 1944.
Concluso l'anno scolastico, il 27 giugno 1944 Todesco fu nuovamente arrestato dalle Brigate Nere. Il suo nome era apparso in una lettera trovata addosso a un partigiano, Gino Luisari, intercettato e ucciso la sera prima dai fascisti, che peraltro erano già informati della sua intenzione di darsi alla macchia in montagna. Il cadavere di Mario Todesco fu trovato in via Emanuele Filiberto, all'altezza del bar Borsa, all'alba del 29 giugno 1944. Aveva 35 anni.

## Conferimento della Medaglia d'oro al Merito Civile
Il 25 aprile 2008 il Presidente della Repubblica Giorgio Napolitano ha conferito al Prof. Mario Todesco la medaglia d'oro al Merito Civile alla memoria con la seguente motivazione:
Motivazione della Medaglia d'oro al merito civile assegnata alla memoria del professore Mario Todesco
Docente nel Liceo "Tito Livio" di Padova, si prodigò, con eroico coraggio e preclara virtù civica, nell'aiuto dei prigionieri e degli ebrei sfuggiti ai campi di sterminio. 
Arrestato quale membro attivo della Resistenza dai nazifascisti, veniva barbaramente assassinato. 
Fulgido esempio di rigore morale, di umana solidarietà e profonda fede nella rinascita delle istituzioni democratiche.
								29 giugno 1944 - Padova

## Testo della lapide in sua memoria
Il 25 aprile 2009 è stata inaugurata in Via Filiberto a Padova nel punto in cui è stato ritrovato il cadavere del Professore una lapide con questo testo, scritto da Giuliano Pisani, promotore della richiesta di riconoscimento al Capo dello Stato:
All'alba del 29 giugno 1944
qui
nel cuore della città
seviziatori assassini
gettavano il corpo esanime di
MARIO TODESCO
professore del Tito Livio
Martire della Resistenza
caduto per la salvezza dei perseguitati
e la libertà di noi tutti
Fulgido esempio di rigore morale
umana solidarietà e profonda fede
nella rinascita delle istituzioni
democratiche
Medaglia d'oro al Merito Civile